# Josh Onomah
Joshua Oghenetega Peter Onomah (født d. 27. april 1997) er en engelsk professionel fodboldspiller, som spiller for Premier League-klubben Fulham.

## Klubkarriere

### Tottenham Hotspur
Onomah begyndte sin karriere hos Tottenham Hotspur, hvor han gjorde sin førsteholdsdebut i januar 2015.
Han tilbragte under sin tid i klubben lejeaftaler hos Aston Villa og Sheffield Wednesday.

### Fulham
Onomah skiftede i august 2019 til Fulham som del af aftalen som sendte Ryan Sessegnon den anden vej.

## Landsholdskarriere
Onomah har repræsenteret England på flere ungdomsniveauer. Han var del af Englands U/20-trup som vandt U/20-verdensmesterskabet i 2017.

## Titler
Fulham
- EFL Championship: 1 (2021-22)

England U/17
- U/17-Europamesterskabet: 1 (2014)

England U/20
- U/20-Verdensmesterskabet: 1 (2017)